# (74451) 1999 CZ25
(74451) 1999 CZ25 – planetoida z pasa głównego asteroid okrążająca Słońce w ciągu 5,58 lat w średniej odległości 3,15 j.a. Odkryta 10 lutego 1999 roku.